# Bailliage teutonique de Souabe, Alsace et Bourgogne

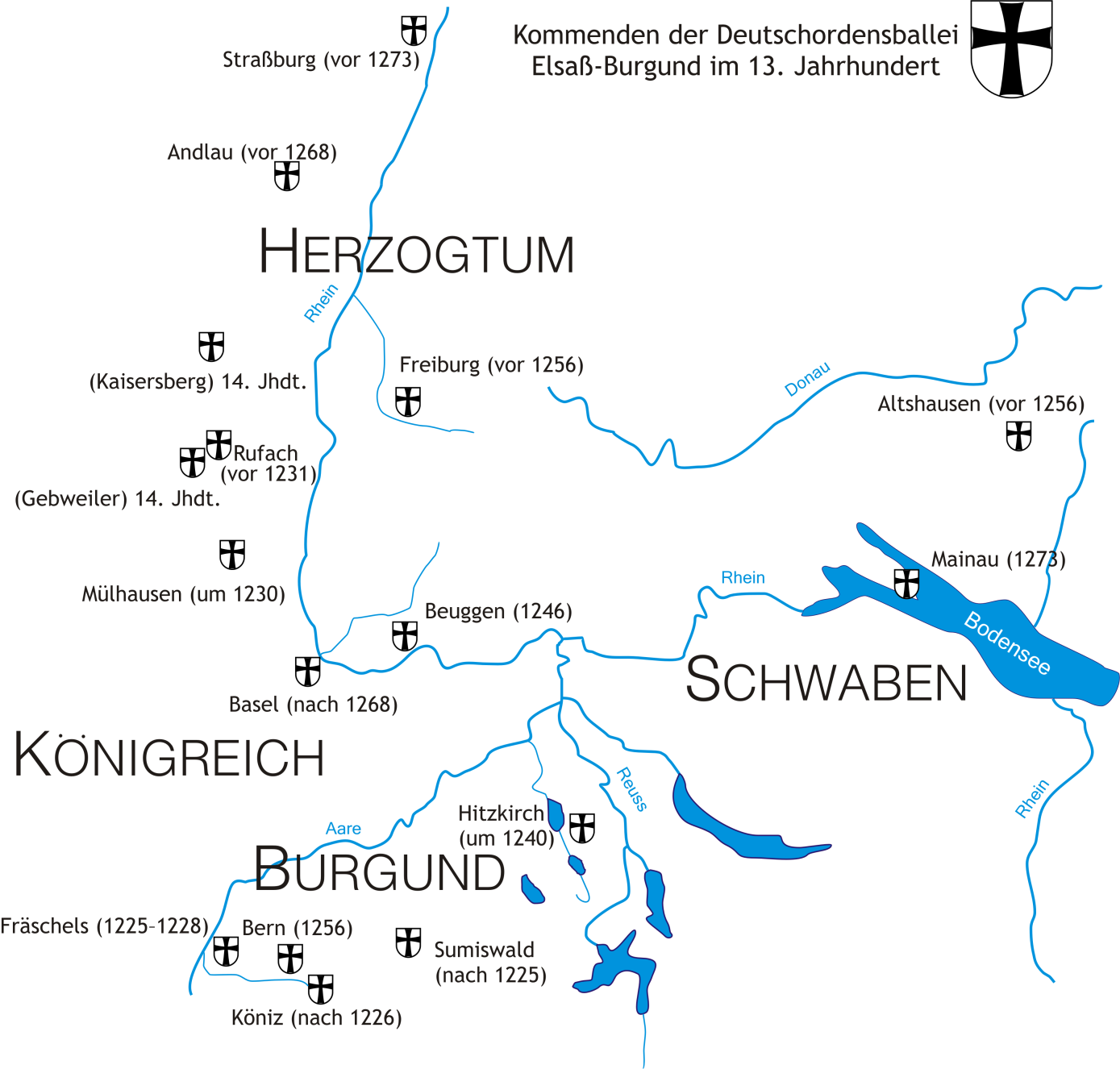
Commanderies du bailliage au XIIIe siècle

Le bailliage teutonique de Souabe, Alsace et Bourgogne est une circonscription territoriale de l'ordre teutonique regroupant ses possessions en Alsace, duché de Souabe et dans la partie germanophone du royaume de Bourgogne, ce qui correspond aux territoires actuels de l'Alsace, du Bade-Wurtemberg (moins la partie nord, dépendant du bailliage de Franconie), de la Souabe bavaroise et de la Suisse alémanique. 

## Création et apogée
Le bailliage est créé en 1220 sous le grand maître Hermann von Salza. De 1235 à 1288, il a son siège à Rouffach près de Colmar, en Alsace. De 1288 à 1455, il est transféré au château de Beuggen près de Rheinfelden (pays de Bade), puis, en 1455, à Altshausen près du lac de Constance. À certaines époques, il est considéré comme le plus riche des bailliages de l'ordre. Le château d'Altshausen, qui existe toujours, est construit pendant la guerre de Trente Ans. À partir de 1729, il est aménagé dans le goût baroque par l'architecte rhénan Johann Caspar Bagnato. L'église gothique Sankt Michael est décorée dans le même style.

## Commanderies
Le bailliage comprend les commanderies suivantes :
- Sud-ouest de l'Allemagne : Beuggen, Fribourg-en-Brisgau (de), Mainau, Rohr, Waldstetten.
- Alsace : Andlau, Kaysersberg, Rixheim, Rouffach, Strasbourg.
- Suisse : Bâle, Berne, Fräschels (Frasses), Hitzkirch, Köniz, Sumiswald.

## Déclin et dissolution

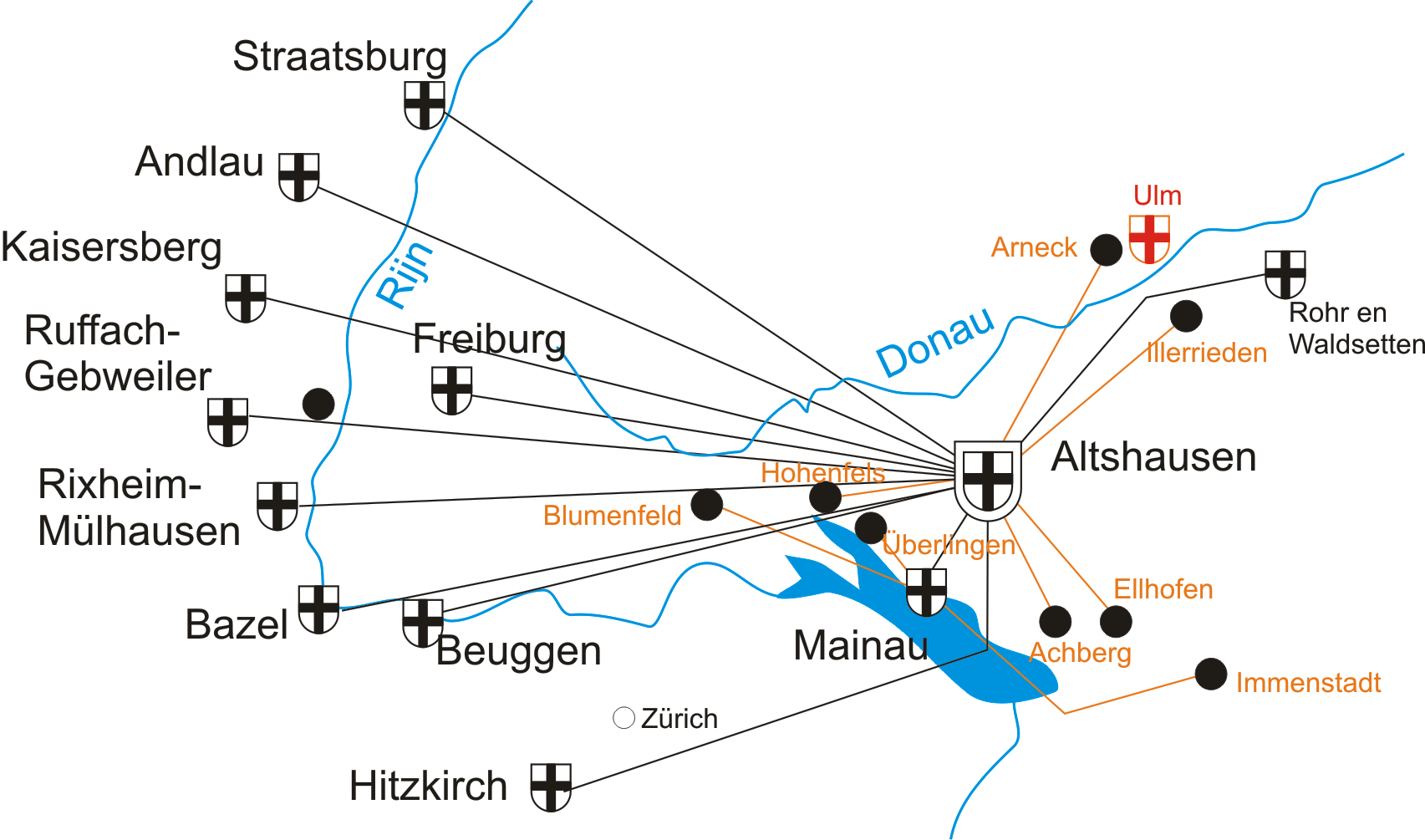
Commanderies du bailliage aux

Au XVIe siècle, la Réforme protestante en Suisse entraîne la sécularisation d'une partie des commanderies helvétiques. À la fin du XVIIe siècle, le roi de France annexe l'Alsace et impose son autorité temporelle, supérieure à celle de l'ordre teutonique qui avait le statut de principauté ecclésiastique dans le Saint-Empire. La Révolution française met fin aux droits féodaux de l'ordre en Alsace.
En 1806, la dissolution du Saint-Empire entraîne la disparition de l'ordre comme puissance temporelle : ses domaines sont sécularisés et partagés entre le grand-duché de Bade, le royaume de Wurtemberg et le royaume de Bavière.

## Galerie

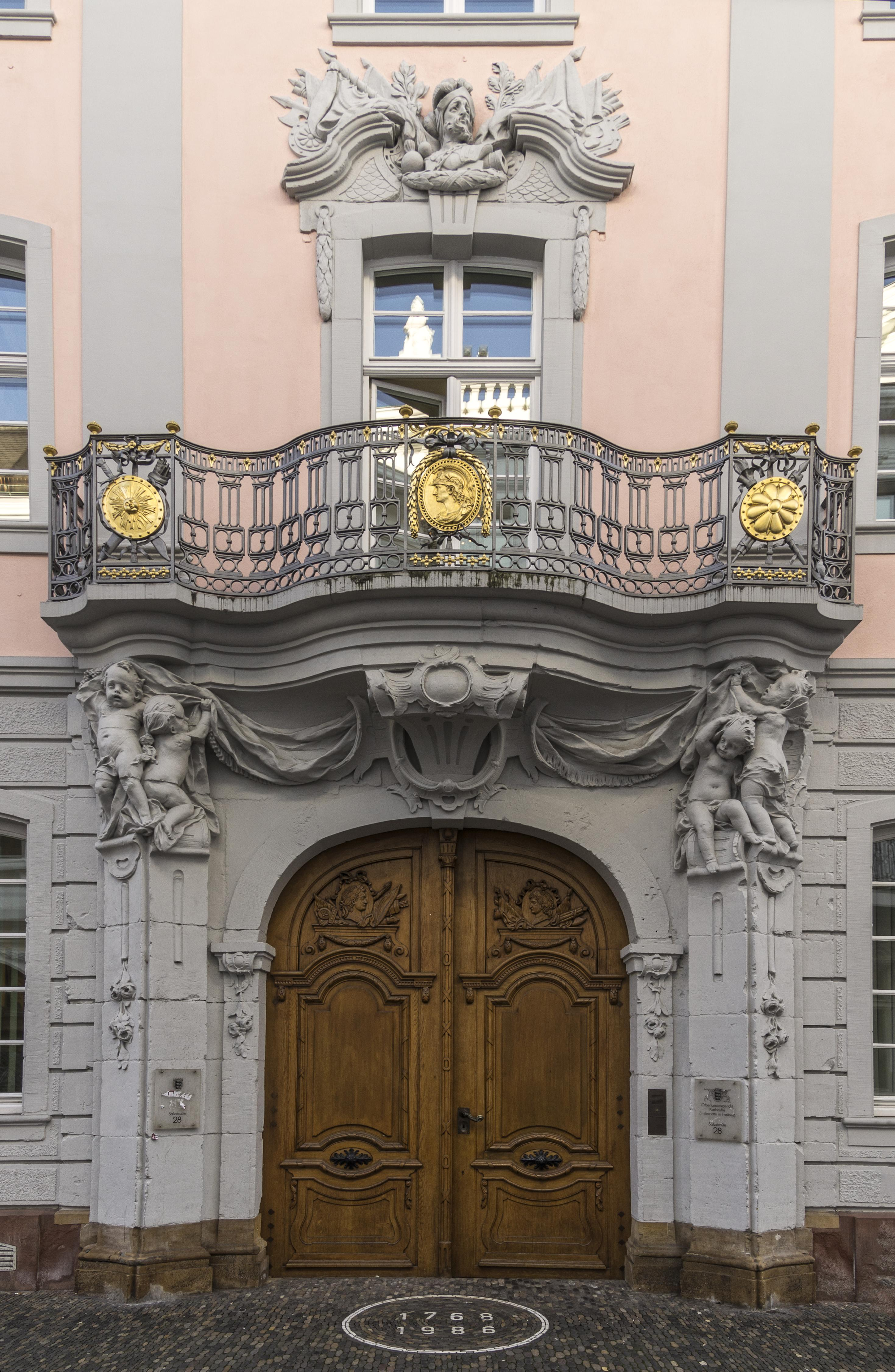
Porte de la commanderie de Fribourg-en-Brisgau.
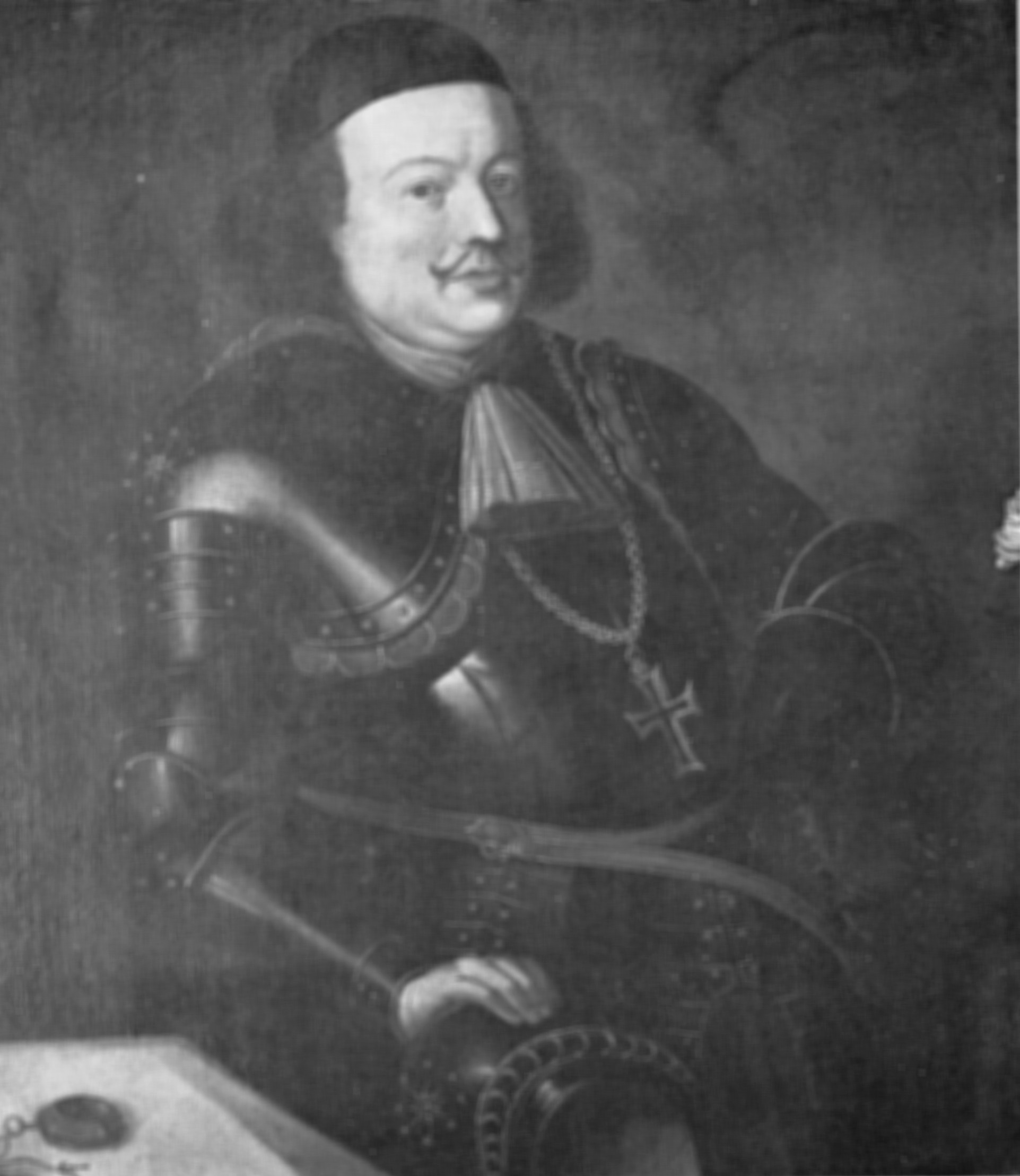
Le bailli Johann Hartmann von Roggenbach, 1672.
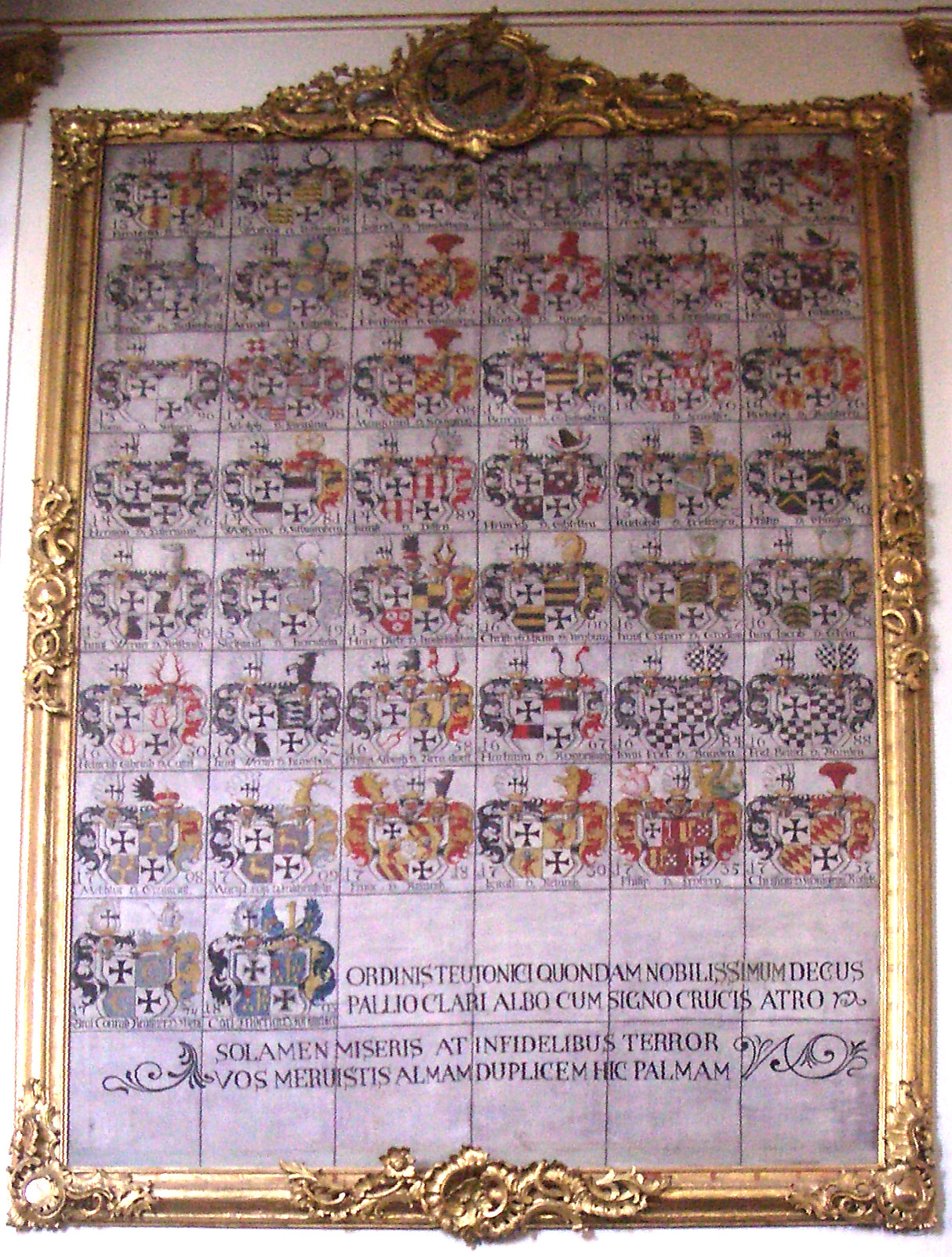
Armoiries des baillis de Souabe-Alsace-Bourgogne, château d'Altshausen.
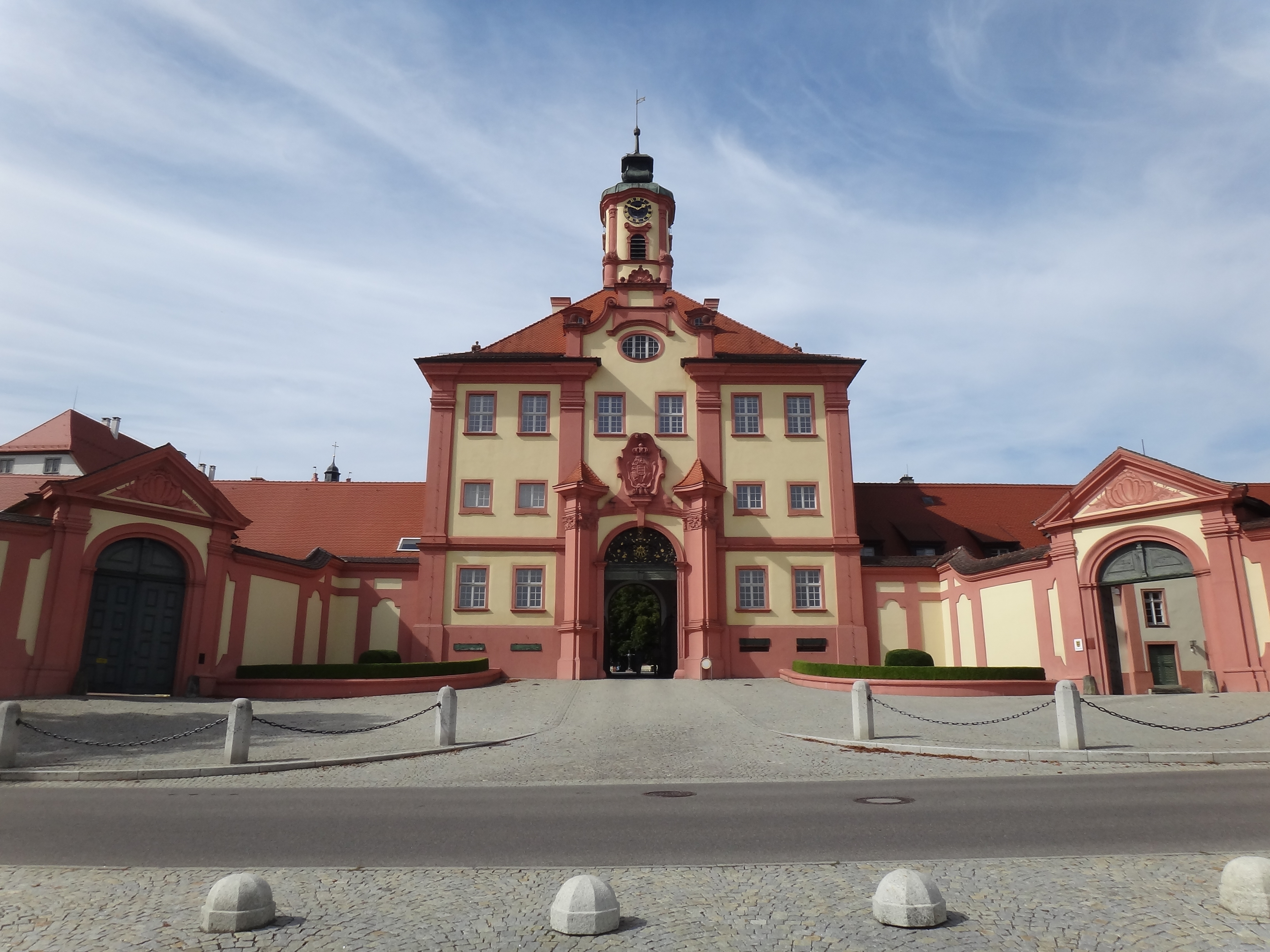
Château d'Altshausen.